# Scinax ictericus
Espèce
Synonymes
- Scinax icterica Duellman & Wiens, 1993

Statut de conservation UICN

 LC  : Préoccupation mineure
Scinax ictericus est une espèce d'amphibiens de la famille des Hylidae.

## Répartition
Cette espèce se rencontre :
- au Pérou à moins de 300 m d'altitude sur le versant amazonien des Andes dans les bassins du río Purús et du río Madre de Dios dans les régions de Huánuco, d'Ucayali et de Madre de Dios ;
- dans l'État d'Acre au Brésil.

## Publication originale
- Duellman & Wiens, 1993 : Hylid frogs of the genus Scinax Wagler, 1830, in Amazonas Ecuador and Peru. Occasional Papers of the Museum of Natural History, the University of Kansas, vol. 153, p. 1-57 (texte intégral).